# 개방형 브리핑룸 제도
개방형 브리핑룸 제도는 2003년부터 노무현 정부가 출입기자제 인 기자실을 개방하고, 등록제 인 브리핑룸과 송고실로 개편하여 운영하는 제도를 말한다. 개방형 브리핑제라고도 말한다.
2004년 3월 14일 이창동 문화관광부 장관은
- 정부 부처 기자실 개방 및 개방형 브리핑룸 제도 운영
- 기자의 사무실 임의 방문 취재 금지
- 공무원의 기자 면담 내용 보고 의무화
- 기사의 취재원 실명제

를 주요 내용으로 하는 〈홍보업무 운영방안〉을 발표하였다. 한나라당과 일부 언론은 "신 보도 지침" 또는 "언론의 암흑기"라며 비난하였고 문화관광부는 "면담 내용 보고 의무화"와 "취재원 실명제"를 포기하였다. 국정홍보처는 3월 27일 문화관광부의 방안을 기초로 출입기자제를 등록제로 전환하기로 최종적으로 결정하였다.

## 춘추관 개방
청와대는 춘추관을 2003년 5월 11일부터 개조하여 6월 2일 새로 단장하고, 출입기자제를 등록제로 전환하여 전면 개방하였다. 1층의 상주기자실은 송고실로, 2층 대회견장은 브리핑실로 바뀌었다.
송고실에는 중앙기자실에 56석, 지방기자실에 39석, TV와 사진기자실에 31석이 배치되었다. 기존 출입기자단에게 배정되었던 부스는 모두 철거되었다. 다만 혼란을 방지하기 위해 일시적으로 부분적인 지정좌석제를 도입하였다. 또한 50인치 PDP를 설치해 2층 브리핑룸에 올라지 않고도 대변인 등의 브리핑을 실시간으로 볼 수 있도록 하였다.
브리핑룸에는 세계 최대 규모인 145석의 기사 송고 탁자가 마련되었다. 고정 좌석제는 폐지되었다.

### 운영 내규 마련
브리핑룸 제도의 도입으로 춘추관에 출입하는 기자 수가 급격하게 많아져 과거의 출입기자제 시절의 관행으로는 여러 혼선이 발생하였다. 따라서 새로운 운영 내규가 필요하게 되었다. 춘추관은 기자들과 협의하여 〈청와대 출입기자 등록 등에 관한 규정〉을 2003년 9월 8일에 개정하여 시행하였다. 다음은 〈청와대 출입기자 등록 등에 관한 규정〉의 주요 내용이다.
- 출입 기자 1인당 월 5만원의 회비 납부, 외신의 경우 1사당 년 20만원 납부.
- 신규 출입 기자의 풀단[5] 가입은 3개월 동안 브리핑 출석률 90% 이상일 경우에 허용.
- 청와대 출입 기자 사칭을 막기 위해 춘추관을 벗어날 때는 출입증을 안내데스크에 반납.
- (기존의 간사[6] 단인) 기자실 운영위원회는 풀단 구성, 회비 집행, 징계 등의 사항을 합의.
- 인터뷰 취재를 신청할 때 홍보수석비서관에게 인터뷰취재신청서 제출.

## 국회 기자실 개방
국회는 본청 1층의 기자실을 재배치하였다. 30평의 중앙기자실과 20평의 TV기자실을 통합하여 50평 규모의 기자회견장을 설치하였다. 지정좌석제를 폐지하고 브리핑룸 형태의 자유좌석제를 실시하였다. 22개 언론사가 사용하던 개별 부스의 벽을 허물고 각각 62평과 66평 규모의 기자실로 새로 단장하였다.

## 부처 기자실 개방
2003년 4월 16일 문화관광부가 처음으로 기자실을 개방하였다. 그리고 청와대, 정보통신부, 기상청, 기획예산처, 국세청, 해양수산부 등이 뒤따랐다. 8월에는 외교통상부가 윤영관 전 외교부 장관의 정례 브리핑을 시작으로 브리핑 제도를 도입하였다. 9월 1일에 세종로 정부중앙청사, 대전 정부청사, 금융감독원이 기자실을 개방하였다. 10월 1일에 국방부가 기자실을 브리핑룸으로 전환하였다.2004년 1월 1일에 정부 과천청사의 재정경제부와 산업자원부, 농림부, 공정거래위원회 등의 경제부처가 통합 브리핑룸을 열었고, 건설교통부는 별도의 브리핑룸을 마련하였다. 후에 노동부, 환경부, 과학기술처, 보건복지부가 기자실을 개방하였다.

## 같이 보기
- 대한민국의 기자실
- 사무실 임의 방문 취재
- 취재지원 선진화 방안